# Pearl (album)
Pearl è il secondo e ultimo album in studio di Janis Joplin, pubblicato postumo nel gennaio del 1971.

## Storia
Il disco era pronto per essere dato alle stampe quando la Joplin morì per overdose di eroina, il 4 ottobre; l'album venne pubblicato tre mesi dopo.

## Accoglienza
L'album raggiunse la prima posizione nella Billboard 200, dove rimase per nove settimane; raggiunse la prima posizione anche in Australia, Canada, Paesi Bassi e Norvegia.
Per la rivista Rolling Stone, l'album è alla posizione n. 259 della lista dei migliori 500 album nella storia della musica.

## Tracce
Lato A
1. Move Over – 3:40 (Janis Joplin) – Registrato il 25 settembre 1970
2. Cry Baby – 3:55 (Jerry Ragovoy, Bob Berns) – Registrato il 5 settembre 1970
3. A Woman Left Lonely – 3:26 (Dan Penn, Spooner Oldham) – Registrato il 25 settembre 1970
4. Half Moon – 3:50 (John Hall, Joseph Hall) – Registrato il 26 settembre 1970
5. Buried Alive in the Blues – 2:23 (Nick Gravenites) – Registrato il 26 settembre 1970

Lato B
1. My Baby – 3:43 (Jerry Ragovoy, Mort Shuman) – Registrato il 24 settembre 1970
2. Me & Bobby McGee – 4:28 (Kris Kristofferson, Fred Foster) – Registrato il 25 settembre 1970
3. Mercedes Benz – 1:45 (Janis Joplin, Michael McClure) – Registrato il 1º ottobre 1970
4. Trust Me – 3:14 (Bobby Womack) – Registrato il 25 settembre 1970
5. Get It While You Can – 3:22 (Jerry Ragovoy, Mort Shuman) – Registrato il 24 settembre 1970

Edizione CD del 1999, pubblicato dalla Columbia Records (CK 65786)
1. Move Over – 3:40 (Janis Joplin)
2. Cry Baby – 3:56 (Bert Russell, Norman Meade)
3. A Woman Left Lonely – 3:28 (Dan Penn, Spooner Oldham)
4. Half Moon – 3:52 (John Hall, Joseph Hall)
5. Buried Alive in the Blues – 2:25 (Nick Gravenites)
6. My Baby – 3:45 (Jerry Ragovoy, Mort Shuman)
7. Me and Bobby McGee – 4:30 (Fred Foster, Kris Kristofferson)
8. Mercedes Benz – 1:46 (Janis Joplin, Michael McClure)
9. Trust Me – 3:15 (Bobby Womack)
10. Get It While You Can – 3:23 (Jerry Ragovoy, Mort Shuman)
11. Tell Mama (Live) – 6:32 (Clarence Carter, Marcus Daniel, Wilbur Terrell) – Bonus Track - Previously Unreleased
12. Little Girl Blue (Live) – 3:55 (Lorenz Hart, Richard Rodgers) – Bonus Track - Previously Unreleased
13. Try-Just a Little Bit Harder (Live) – 6:52 (Chip Taylor, Jerry Ragovoy) – Bonus Track - Previously Unreleased
14. Cry Baby (Live) – 6:30 (Bert Berns, Bert Russell, Jerry Ragovoy, Norman Meade) – Bonus Track - Previously Unreleased

Edizione doppio CD del 2005, pubblicato dalla Columbia/Legacy Records (C2K 90282/C2K 90282)
CD 1 (Pearl)
1. Move Over – 3:40 (Janis Joplin)
2. Cry Baby – 3:56 (Jerry Ragovoy, Bert Berns)
3. A Woman Left Lonely – 3:28 (Dan Penn, Spooner Oldham)
4. Half Moon – 3:52 (John Hall, Joseph Hall)
5. Buried Alive in the Blues – 2:25 (Nick Gravenites)
6. My Baby – 3:45 (Jerry Ragovoy, Mort Shuman)
7. Me and Bobby McGee – 4:30 (Kris Kristofferson, Fred Foster)
8. Mercedes Benz – 1:46 (Janis Joplin, Michael McClure)
9. Trust Me – 3:15 (Bobby Womack)
10. Get It While You Can – 3:23 (Jerry Ragovoy, Mort Shuman)
11. Happy Birthday John (Happy Trails) – 1:08 (D Evans) – Bonus Track
12. Me and Bobby McGee – 4:46 (Kris Kristofferson, Fred Foster) – Bonus Track - Demo Version
13. Move Over – 4:25 (Janis Joplin) – Bonus Track - Previously Unissued
14. Cry Baby – 4:56 (Jerry Ragovoy, Bert Berns) – Bonus Track - Alternate Version
15. My Baby – 3:58 (Jerry Ragovoy, Mort Shuman) – Bonus Track - Alternate Version
16. Pearl – 4:26 (Full Tilt Boogie Band) – Bonus Track - Instrumental

- Brani Bonus CD 1 - numero 11 e 15, registrati il 24 settembre 1970
- Brano Bonus CD 1 - numero 12, registrato il 28 luglio 1970
- Brani Bonus CD 1 - numero 13 e 14 registrati il 5 settembre 1970
- Brano Bonus CD 1 - numero 16, registrato il 10 ottobre 1970

CD 2 (Live from The Festival Express Tour, Canada - Recorded June 28 - July 4, 1970)
1. Tell Mama – 6:47 (Marcus Daniel, Wilbur Terrell, Clarence Carter)
2. Half Moon – 4:38 (John Hall, Joseph Hall)
3. Move Over – 4:42 (Janis Joplin)
4. Maybe – 3:57 (Richard Barrett)
5. Summertime – 4:40 (DuBose Heyward, George Gershwin, Ira Gershwin)
6. Little Girl Blue – 5:10 (Lorenz Hart, Richard Rodgers)
7. That's Rock 'N Roll – 5:04 (Full Tilt Boogie Band)
8. Try (Just a Little Big Harder) – 9:11 (Jerry Ragovoy, Chip Taylor)
9. Kozmic Blues – 5:29 (Janis Joplin, Gabriel Mekler)
10. Piece of My Heart – 5:22 (Jerry Ragovoy, Bert Berns)
11. Cry Baby – 6:32 (Jerry Ragovoy, Bert Berns) – First Encore
12. Get It While You Can – 7:21 (Jerry Ragovoy, Mort Shuman) – First Encore
13. Ball and Chain – 8:15 (W.M. Thornton (Big Mama Thornton)) – Second Encore

- Brani CD 2 - numero 1, 2, 7, 8, 9, 10 e 11, registrati dal vivo il 28 giugno 1970 a Toronto (Canada)
- Brani CD 2 - numero 3, 6, 12 e 13, registrati dal vivo il 4 luglio 1970 a Calgary (Canada)
- Brani CD 2 - numero 4 e 5, registrati dal vivo il 1º luglio 1970 a Winnipeg (Canada)[7][8][9]

## Musicisti
- Janis Joplin - voce, cori
- John Till - chitarra, cori
- Richard Bell - pianoforte, cori
- Ken Pearson - organo Hammond, cori
- Brad Campbell - basso, cori
- Clark Pierson - batteria, cori
- Bobby Womack - chitarra acustica (brano: Trust Me)
- Sandra Crouch - tamburello
- Bobbie Hall - congas, cori, bonghi
- John Cooke, Phil Badella, Vince Mitchell - cori
- Pearl (Janis Joplin) - chitarra acustica (brano: Me and Bobby McGee)[10]